# 宣城郡
宣城郡，中国西晋设置的郡。

## 建置沿革

### 兩晉南朝
晉武帝太康二年（281年）分丹楊郡置宣城郡，治所在宛陵县（今安徽省宣城市），隸楊州。辖境相当今安徽省长江以东的宣城、广德、宁国、黃山、石台等市县地。宣城郡領十一縣：宛陵、宣城、陵陽、安吳、臨城、石城、涇、春穀、廣德、寧國、懷安。晉懷帝永嘉五年（311年），增封琅邪王司馬睿宣城郡二萬戶，宣城郡成為琅邪國的支郡，太守改稱內史。
晉成帝咸康四年（338年），改陵陽縣為廣陽縣。晉孝武帝時，改春穀縣為陽穀縣，後省。南齊時，析置建元縣。

### 隋唐
隋文帝开皇九年（589年）滅陳，廢宣城郡，其地屬宣州。隋煬帝大业三年（607年），改宣州为宣城郡。宣城郡領六縣：宣城、涇、南陵、秋浦、永世、綏安。
唐高祖武德三年（620年），杜伏威降唐，改宣城郡為宣州。唐玄宗天寶元年（742年），改宣州為宣城郡。宣城郡領七縣：宣城、當塗、涇、綏安、溧陽、溧水、南陵。天寶三載（744年），析置寧國縣。天寶十一載（752年）正月，析涇縣置太平縣。唐肃宗乾元元年（758年），復改宣城郡為宣州。

## 人口
- 晉武帝太康三年（282年），宣城郡有23500戶。[1]
- 宋孝武帝大明八年（464年），宣城郡有10120戶，47992口。[4]
- 隋煬帝大業五年（609年），宣城郡有19979戶。[6]
- 唐玄宗天寶十三載（754年），宣城郡有121204戶，884985口。[7]

## 行政長官

### 宣城太守（281年—311年）
- 何攀，字惠興，蜀郡郫人，晉武帝時除，未行。[8]
- 何殷，西晉時在任。[9]
- 陶猷，丹楊秣陵人，晉惠帝永康二年（301年）在任。[10]
- 殷祐，晉懷帝時在任。[11]

### 宣城內史（311年—418年）
- 沈充，晉元帝時在任。[12]
- 陸喈，晉元帝時在任。[13]
- 陶猷，丹楊秣陵人，東晉初在任。[14]
- 鍾雅，字彥冑，潁川長社人，晉明帝時在任。[15]
- 桓彝，字茂倫，譙國龍亢人，晉明帝太宁二年（324年）出任，晉成帝咸和三年（328年）戰死。[16][17]
- 庾亮，字元規，颍川鄢陵人，晉成帝咸和四年（329年）領。[18]
- 王允之，字淵猷，琅邪臨沂人，晉成帝咸和末出任。[13]
- 謝尚，字仁祖，陳郡陽夏人，晉康帝時領。[19]
- 桓祕，字穆子，譙國龍亢人，晉廢帝太和元年（366年）離任。[20]
- 司馬允之，字季度，河內溫人，東晉時在任。[12]
- 庾玄之，颍川鄢陵人，東晉時在任。[18]
- 桓序，譙國龍亢人，東晉時在任。[17]
- 陶汪，丹楊人，東晉時在任。[21]
- 謝允，陳郡陽夏人，東晉時在任。[22]
- 劉系之，東晉時在任。[9]
- 毛穆之，字憲祖，滎陽陽武人，晉孝武帝太元初在任。[23]
- 丘準，晉孝武帝太元三年（378年）在任。[24]
- 朱序，晉孝武帝時在任。[17]
- 胡彬，晉孝武帝時在任。[25]
- 孔道民，會稽山陰人，晉安帝時在任，為孫恩所害。[21]
- 司馬文仲，河內溫人，晉安帝元兴元年（402年）出任，兵敗被殺。[12]
- 諸葛長民，琅邪陽都人，晉安帝元兴三年（404年）在任。[26]
- 劉敬宣，字萬壽，彭城人，晉安帝元兴三年（404年）到义熙元年（405年）在任。[25]
- 郗僧施，字惠脫，高平金鄉人，晉安帝時在任。[27]
- 毛脩之，字敬文，滎陽陽武人，晉安帝义熙六年（410年）出任。[28]
- 檀祗，字恭叔，高平金鄉人，晉安帝义熙八年（412年）在任。[29]
- 劉遵，字慧明，臨淮海西人，晉安帝時在任。[30]

### 宣城太守（418年—489年）
- 向劭，河內山陽人，宋武帝時在任。[31]
- 劉式之，宋文帝時在任。[32]
- 羊玄保，太山南城人，宋文帝時在任。[32]
- 范曄，字蔚宗，順陽人，宋文帝元嘉九年（432年）出任。[33]
- 袁淑，字陽源，陳郡陽夏人，宋文帝時在任。[34]
- 王琨，琅邪臨沂人，宋文帝時在任。[35]
- 王僧達，琅邪臨沂人，宋文帝元嘉二十八年（451年）在任。[36]
- 王彧，字景文，琅邪臨沂人，宋孝武帝元嘉三十年（453年）離任。[37]
- 劉鏡，彭城人，宋時在任。[30]
- 劉子房，尋陽王，彭城人，宋孝武帝大明四年（460年）到五年（461年）在任。[38]
- 劉子房，尋陽王，彭城人，宋孝武帝大明六年（462年）到七年（463年）領。[38]
- 劉韞，字彥文，彭城人，宋明帝泰始二年（466年）離任。[30]
- 劉秉，字彥節，彭城人，宋明帝泰始五年（469年）除，未拜。[30]
- 戴明寶，南東海丹徒人，宋後廢帝時在任。[39]
- 李靈謙，宋順帝昇明元年（477年）離任。[40]
- 楊運長，宣城懷安人，宋順帝昇明元年（477年）在任。[39]
- 蕭映，蘭陵人，宋順帝昇明二年（478年）離任。[40]
- 蕭晃，蘭陵人，宋順帝昇明二年（478年）在任。[40]
- 蕭鸞，字景栖，蘭陵人，宋順帝昇明二年（478年）到齊高帝建元元年（479年）在任。[41]
- 劉善明，平原人，齊高帝建元元年（479年）出任，二年（480年）卒官。[42]
- 王瑩，字奉光，琅邪臨沂人，齊武帝時在任。[43]
- 蕭子懋，字雲昌，晉安王，蘭陵人，齊武帝永明四年（486年）到五年（487年）領。[44]
- 蕭子真，字雲仙，建安王，蘭陵人，齊武帝永明五年（487年）到六年（488年）領。[44]

### 宣城內史（489年—490年）
- 王志，字次道，琅邪臨沂人，齊武帝時在任。[45]

### 宣城太守（490年—494年）
- 王繢，字叔素，琅邪臨沂人，齊鬱林王隆昌元年（494年）離任。[46]
- 劉係宗，丹陽人，齊鬱林王隆昌元年（494年）出任，海陵王延兴元年（494年）改為相。[47]

### 宣城相（494年）
- 劉係宗，丹陽人，齊海陵王延兴元年（494年）由太守改號，齊明帝建武元年（494年）改為太守。[47]

### 宣城太守（494年—532年）
- 劉係宗，丹陽人，齊明帝建武元年（494年）由相改號，二年（495年）卒官。[47]
- 謝朓，字玄暉，陳郡陽夏人，齊明帝建武二年（495年）在任。[48]
- 江淹，字文通，濟陽考城人，齊明帝建武二年（495年）到五年（498年）在任。[49]
- 蕭琛，字彥瑜，蘭陵人，梁武帝天監元年（502年）在任。[50]
- 夏侯亶，字世龍，譙郡人，梁武帝天監元年（502年）出任。[51]
- 王份，字季文，琅邪臨沂人，梁武帝天監初在任。[45]
- 王峻，字茂遠，琅邪臨沂人，梁武帝天監初在任。[45]
- 朱僧勇，梁武帝天監九年（510年）被殺。[45]
- 王神念，太原祁人，梁武帝天監中在任。[52]
- 何遠，字義方，東海郯人，梁武帝天監中在任。[53]
- 元略，字雋興，河南洛陽人，梁武帝普通六年（525年）離任。[54]

### 宣城內史（532年—549年）
- 蔡彥熙，濟陽考城人，梁武帝時在任。[45]
- 楊華，梁武帝太清三年（549年）五月降於侯景。[55]

### 宣城太守（549年—589年）
- 陳詳，字文幾，吳興長城人，陳文帝永定三年（559年）到天嘉元年（560年）在任。[56]
- 徐世譜，字興宗，巴東魚復人，陳文帝天嘉二年（561年）出任。[57]
- 錢法成，陳文帝天嘉三年（562年）離任。[58]
- 錢肅，陳文帝天嘉四年（563年）降於周迪。[58]
- 到郁，彭城武原人，陳文帝天康元年（566年）離任。[59]
- 韋翽，字子羽，京兆杜陵人，陳宣帝太建中卒官。[60]
- 周法僧，汝南安成人，陳後主時在任。[57]

### 宣城郡太守（742年—758年）
- 范冬芬（天宝初年）
- 李和上（745年），唐玄宗天宝四载（745年）在任。[61]
- 周择从（747年）
- 苗奉倩（751年），唐玄宗天宝十载（751年）守。[62]
- 宇文某（753年）
- 赵悦（755年），唐玄宗时在任。[63]
- 宋若思（757年），唐肃宗至德二载（757年）以江南西道采访使兼任，乾元元年（758年）改為宣州刺史。[64]
- 张某（天宝、至德年间）[65]

## 國主

### 晉琅邪國（277年—403年，404年—418年）
| 琅邪國（277年—403年，404年—418年）     |        |      |          |             |              |
| 代數                                   | 封爵   | 謚   | 姓名     | 在位時間    | 備註         |
| 1                                      | 琅邪王 | 武王 | 司馬伷   | 277年—283年 | 晉宣帝第五子 |
| 2                                      | 琅邪王 | 恭王 | 司馬覲   | 284年—290年 | 司馬伷長子   |
| 3                                      | 琅邪王 |      | 司馬睿   | 291年—317年 | 司馬覲子     |
| 4                                      | 琅邪王 | 孝王 | 司馬裒   | 317年       | 司馬睿子     |
| 5                                      | 琅邪王 | 哀王 | 司馬安國 | 318年       | 司馬裒子     |
| 6                                      | 琅邪王 | 悼王 | 司馬煥   | 318年       | 司馬睿子     |
| 7                                      | 琅邪王 |      | 司馬昱   | 322年—327年 | 司馬睿子     |
| 8                                      | 琅邪王 |      | 司馬岳   | 327年—342年 | 司馬紹子     |
| 9                                      | 琅邪王 |      | 司馬丕   | 342年—361年 | 司馬衍子     |
| 10                                     | 琅邪王 |      | 司馬奕   | 361年—365年 | 司馬衍子     |
| 11                                     | 琅邪王 |      | 司馬昱   | 365年—371年 | 司馬睿子     |
| 12                                     | 琅邪王 |      | 司馬道子 | 372年—392年 | 司馬昱子     |
| 13                                     | 琅邪王 |      | 司馬德文 | 392年—403年 | 司馬曜子     |
| 楚受禪，降封石陽縣開國公；晉匡復，復爵 |        |      |          |             |              |
| 13                                     | 琅邪王 |      | 司馬德文 | 404年—418年 | 司馬曜子     |
| 即皇帝位，國除                         |        |      |          |             |              |

### 楚宣城國（403年—404年）
| 宣城國（403年—404年） |          |        |      |             |          |
| 代數                  | 封爵     | 謚     | 姓名 | 在位時間    | 備註     |
| 1                     | 宣城郡王 | 宣穆王 | 桓沖 | 403年追封   | 桓玄叔父 |
| 2                     | 宣城郡王 |        | 桓胤 | 403年—404年 | 桓沖孫   |

### 南朝齊宣城國（489年—490年）
| 宣城國（489年—490年）/南康國（490年—498年）丨食邑2000戶 |                   |    |        |             |                |
| 代數                                                    | 封爵              | 謚 | 姓名   | 在位時間    | 備註           |
| 1                                                       | 宣城郡王→南康郡王 |    | 蕭子琳 | 489年—498年 | 齊武帝第十九子 |

### 南朝齊宣城國（494年）
| 宣城國（494年）              |              |    |      |          |      |
| 以廢鬱林王之功封，食邑3000戶 |              |    |      |          |      |
| 代數                         | 封爵         | 謚 | 姓名 | 在位時間 | 備註 |
| 1                            | 宣城郡開國公 |    | 蕭鸞 | 494年    |      |
| 進爵為王，四日後即皇帝位     |              |    |      |          |      |

### 南朝梁宣城國（532年—549年）
| 宣城國（532年—549年）\|食邑2000戶 |          |    |        |             |              |
| 代數                              | 封爵     | 謚 | 姓名   | 在位時間    | 備註         |
| 1                                 | 宣城郡王 |    | 蕭大器 | 532年—549年 | 梁簡文帝長子 |